# ISO 7001
ISO 7001 (公共信息符号) 是由国际标准化组织（ISO）发布的标准，其定义了一组用于公共信息的象形标志和符号。最新版本 ISO 7001：2007 于2007年11月发布。
该标准是在多个国家和不同文化中进行广泛测试的结果，且符合ISO之前建立的可理解性标准。公共信息符号的常见示例包括代表厕所、停车场、告示信息等符号，以及轮椅符号（U+267F：♿︎）。